# Ana Obregón
Ana Victória García Obregón (Madrid, 18 de março de 1952), é uma  atriz espanhola. Obregón participou em filmes de países incluindo Espanha, França, Estados Unidos e Itália. Ficou muito conhecida pelo seu alto perfil de vida pessoal e sua carreira como atriz de televisão, notadamente por suas performances espanhola em séries de televisão tais como  Las de vez En Casa e Ana y Los siete.

## Educação
Ela obteve um Bacharelado em biologia (especializado em zoologia) na Universidade Complutense de Madrid.

## Aparições
Tornou conhecida ao público americano por interpretar  Bo Derek's sidekick na série Bolero. Estrelou em Jules Verne Mistério, Filme 3-D de ação e aventura e em Treasure of the Four Crowns  (1983) com Tony Anthony. Também apareceu no episódio sitcom Who's the Boss.

## Controvérsias
Em 2007 ela havia ficado  polemizada após a informação divulgada pela Interviu posteriormente publicada pelos principais jornais da Espanha. De acordo com a mídia aparentemente perturbada, Obregón é chamada pelo seu guarda-costas (Eloy Sánchez Barba) a fim de pedir-lhe autorização para contratar terceiros e agredir fisicamente o jornalista Jaime Cantinzano. Em volta disso considerou inaceitável em honra de seu filho adolescente. De acordo com essa fonte de informação ela afirmou dizemdo:   Eu não quero isto feito por qualquer pessoa, eu quero que você tenha os Miami fazendo isso 
Seu conhecimento por Sánchez Barba avia sido comunicado a polícia espanhola em relação à sua investigação , presumivelmente coordenado por ele.  

Em 20 de março de 2023 nasceu uma bebé de barriga de aluguer, que é sua neta pois foi concebida com esperma do filho da atriz, que morreu vítima de cancro em 2020 e que, antes de passar por um tratamento contra o cancro, congelou esperma, que foi armazenado em Nova Iorque. A menina é legalmente filha adotiva de Ana Obregón.

## Filmografia
- Spoiled Children (1980)